# Полверето (Фиренца)
Полверето је насеље у Италији у округу Фиренца, региону Тоскана.
Према процени из 2011. у насељу је живело 15 становника. Насеље се налази на надморској висини од 329 м.